# Santa Cruz Soledad
Santa Cruz Soledad är en ort i Mexiko.   Den ligger i kommunen Cañada Morelos och delstaten Puebla, i den sydöstra delen av landet, 200 km öster om huvudstaden Mexico City. Santa Cruz Soledad ligger 2 556 meter över havet och antalet invånare är 228.
Terrängen runt Santa Cruz Soledad är varierad. Runt Santa Cruz Soledad är det ganska tätbefolkat, med 96 invånare per kvadratkilometer. Närmaste större samhälle är Ciudad Mendoza, 18,9 km öster om Santa Cruz Soledad. Omgivningarna runt Santa Cruz Soledad är en mosaik av jordbruksmark och naturlig växtlighet.